# Bob Fitzgerald
Robert "Bob" Fitzgerald (Queens, Nueva York, 14 de marzo de 1923-Suffolk, Nueva York, 23 de julio de 1983) fue un jugador de baloncesto estadounidense que disputó dos temporadas en la BAA, además de jugar en la ABL y en la NBL. Con 1,96 metros de estatura, jugaba en la posición de ala-pívot. Era hermano del también jugador profesional Dick Fitzgerald.

## Trayectoria deportiva

### Universidad
Jugó durante su etapa universitaria con los Pirates de la Universidad Seton Hall.

### Profesional
Comenzó jugando en la ABL y NBL hasta que en 1946 fichó por los Toronto Huskies de la BAA, donde promedió 4,5 puntos en 31 partidos, hasta que en el mes de enero fue traspasado a los New York Knicks a cambio de Bob Mullens, donde acabó la temporada promediando 2,8 puntos por partido.
No volvió a la BAA hasta 1948, cuando fichó por los Rochester Royals, con los que disputó 18 partidos, en los que apenas promedió 1,4 puntos. En su última temporada como profesional, jugando con los Schenectady Packers de la ABL, fue el máximo anotador de su equipo, promediando 13,7 puntos por partido.

#### Estadísticas en la BAA

##### Temporada regular
| Temporada | Edad | Equipo           | Liga | P  | TIT | MIN | TC  | TCA | %TC  | 3P | 3PA | %3P | TL  | TLA | %TL  | R.OF. | R.DEF. | REB | ASIS | ROB | TAP | PER | FP  | PTS |
| 1946-47   | 23   | TOTAL            | BAA  | 60 |     |     | 1.2 | 6.0 | .193 |    |     |     | 1.4 | 2.2 | .623 |       |        |     | 0.6  |     |     |     | 2.6 | 3.7 |
| 1946-47   | 23   | Toronto Huskies  | BAA  | 31 |     |     | 1.5 | 7.8 | .195 |    |     |     | 1.5 | 2.3 | .643 |       |        |     | 0.8  |     |     |     | 2.8 | 4.5 |
| 1946-47   | 23   | New York Knicks  | BAA  | 29 |     |     | 0.8 | 4.2 | .190 |    |     |     | 1.2 | 2.1 | .600 |       |        |     | 0.3  |     |     |     | 2.3 | 2.8 |
| 1948-49   | 25   | Rochester Royals | BAA  | 18 |     |     | 0.3 | 1.6 | .207 |    |     |     | 0.4 | 0.6 | .700 |       |        |     | 0.7  |     |     |     | 1.4 | 1.1 |
| Total     |      |                  | BAA  | 78 |     |     | 1.0 | 5.0 | .194 |    |     |     | 1.1 | 1.8 | .629 |       |        |     | 0.6  |     |     |     | 2.3 | 3.1 |

##### Playoffs
| Temporada | Edad | Equipo           | Liga | P | MIN | TCA | TC | 3PA | 3P | TLA | TL | R.OF. | REB | ASIS | ROB | TAP | PER | FP | PTS | %TC  | %3P | %FT  | MIN | PTS | REB | AST |
| 1946-47   | 23   | New York Knicks  | BAA  | 5 |     | 1   | 9  |     |    | 3   | 4  |       |     | 1    |     |     |     | 3  | 5   | .111 |     | .750 |     | 1.0 |     | 0.2 |
| 1948-49   | 25   | Rochester Royals | BAA  | 1 |     | 0   | 1  |     |    | 0   | 0  |       |     | 0    |     |     |     | 1  | 0   | .000 |     |      |     | 0.0 |     | 0.0 |
| Total     |      |                  | BAA  | 6 |     | 1   | 10 |     |    | 3   | 4  |       |     | 1    |     |     |     | 4  | 5   | .100 |     | .750 |     | 0.8 |     | 0.2 |